# Головне управління Національної поліції в Черкаській області
Головне управління Національної поліції в Черкаській області (поліція Черкащини)— територіальний орган виконавчої влади в Черкаській області. Територіальні органи в областях утворюються як юридичні особи публічного права в межах граничної чисельності поліції і коштів, визначених на її утримання. Основними завданнями відомства є забезпечення охорони прав і свобод людини, протидія злочинності, підтримання публічної безпеки і порядку. Підпорядковується Національній поліції України.
Головне управління НП в Черкаській області очолює начальник, якого призначає на посаду та звільняє з посади керівник поліції за погодженням з Міністром внутрішніх справ України. Контроль за діяльністю ГУНП здійснюють Національна поліція України, Міністерство внутрішніх справ України, органи місцевого самоврядування, громадськість.
Адреса Головного управління Національної поліції в Черкаській області: 18036, м. Черкаси, вул. Смілянська, 57.

## Історія
Після прийняття 24 серпня 1991 року Верховною Радою Акту проголошення незалежності України у діяльності української міліції розпочинається новий етап — як міліції суверенної держави. Проголосивши незалежність, Україна фактично успадкувала правоохоронні органи, які існували. Звичайно, що нормативно-правові акти, які регулювали їх організацію та діяльність, вимагали суттєвих змін. Саме тому терміново було розроблено і прийнято низку нових документів та внесено зміни і доповнення до чинних. Так, уже 26 серпня 1991 р. було видано наказ МВС № 383 «Про перегляд відомчих нормативних актів і створення нормативної бази МВС України», згідно з яким начальникам головних управлінь, управлінь та самостійних відділів міністерства пропонувалось переглянути всі відомчі нормативні документи й у встановленому порядку скасувати ті, що втратили практичне значення або суперечили чинному законодавству. 
Враховуючи зміни, які відбувалися у державі та вимоги нормативно-правових документів Міністерства внутрішніх справ України в кінці серпня 1991 року на основі Управління внутрішніх справ Черкаського обласного виконавчого комітету створено Управління міністерства внутрішніх справ України в Черкаській області, яке під такою назвою проіснувало до 2009.
У 2009 році наказом Міністерства внутрішніх справ України від 20 липня 2009 року № 358 Обласне управління міліції реорганізоване у Головне управління міністерства внутрішніх справ України в Черкаській області.
Вже через рік у  2010 році  під час перегляду організаційно-штатного розпису області та на підставі наказу Міністерства внутрішніх справ України від 05.08.2010 року № 371 відомству повертають попередню назву Управління міністерства внутрішніх справ України в Черкаській області.
У контексті загальнонаціонального плану реформ наприкінці 2014 року в Україні розпочалася стратегічна реформа міліції. Причини, що висунули на порядок денний необхідність невідкладного реформування міліції України, в найбільш загальному вигляді полягають у кризі легітимності останньої, високому ступені її соціальної ізольованості, взаємному відчуженні міліції та суспільства. Ці проблеми вирішили шляхом перетворення репресивної моделі міліції України на демократичну модель європейського зразка — Національну поліцію. Вона має забезпечити належний правопорядок у державі на підставі принципів верховенства права, підзвітності та прозорості, професійності, співпраці із суспільством тощо.
Відповідно до постанови Кабінету Міністрів України від 16 вересня 2015 року № 730 «Про утворення територіальних органів Національної поліції та ліквідацію територіальних органів Міністерства внутрішніх справ» були утворені як юридичні особи публічного права територіальні органи Національної поліції та ліквідовані як юридичні особи публічного права територіальні органи Міністерства внутрішніх справ.
Зі вступом Закону України «Про Національну поліцію» у законну силу 7 листопада 2015 року по всій території України міліція припинила своє існування натомість був створений новий орган виконавчої влади — Національна поліція України.
В кінці 2015 року на підставі постанови Кабінету Міністрів України № 730 був виданий наказ МВС України від 06.11.2015 № 1388, який затверджував Перелік змін у штатах УМВС України в Черкаській області, цей Перелік передбачав скорочення всіх посад у підрозділах УМВС України в Черкаській області.   
Враховуючи ліквідацію Міністерства внутрішніх справ та скорочення штатів виникає необхідність у реорганізації та створені нової структури з постійними штатами, цей процес почався з видання двох наказів НПУ від 06.11.2015 № 3 та 4. Цими наказами було затверджено тимчасові штати апарату та органів і підрозділів  Головного управління Національної поліції в Черкаській області.
Остаточно ГУНП в Черкаській області сформувалося в сучасному вигляді після видання наказу НПУ України від 15.11.2016 року, яким скасували всі тимчасові штати та затвердили постійний штат Головного управління Національної поліції в Черкаській області.
Саме в такому структурному та організаційно-штатному вигляді ГУНП в Черкаській області перебуває і дотепер.

## Структура
Організаційно поліція Черкащини складається з апарату територіального органу поліції (апарат Головного управління) та його територіальних (відокремлених) підрозділів (управлінь та відділів (відділень, секторів)) поліції.
До складу апарату Головного управління поліції входять організаційно поєднані структурні підрозділи, що забезпечують виконання покладених на поліцію завдань.
Апарат Головного управління
- Керівництво
- Слідче управління
- Управління карного розшуку
- Відділ кримінального аналізу
- Управління превентивної діяльності
- Управління «Корпусу оперативно-раптової дії»
- Відділ вибухотехнічної служби
- Сектор міжнародного поліцейського співробітництва
- Управління організаційно-аналітичного забезпечення та оперативного реагування
- Сектор правового забезпечення
- Сектор комунікації
- Управління кадрового забезпечення
- Управління головної інспекції
- Управління фінансового забезпечення та бухгалтерського обліку
- Управління логістики та матеріально-технічного забезпечення
- Сектор документального забезпечення
- Відділ режиму та технічного захисту інформації
- Управління інформаційно-аналітичної підтримки
- Сектор спеціального зв'язку
- Сектор з питань пенсійного забезпечення
- Сектор запобігання корупції
- Сектор організаційного забезпечення діяльності місць тимчасового тримання осіб
- Сектор контролю за обігом зброї
- Відділ міграційної поліції
- Відділ дізнання
- Сектор захисту інтересів суспільства і держави

Територіальні (відокремлені) підрозділи
- Черкаське районне управління поліції
  - Відділ поліцейської діяльності № 1 (м. Черкаси);
  - Відділ поліцейської діяльності № 2 (м. Чигирин);
  - Відділ поліції № 1 (м. Канів);
  - Відділ поліції № 2 (м. Сміла);
  - сектор поліцейської діяльності № 2 (м. Кам'янка);
  - Відділення поліції № 1 (м. Корсунь-Шевченківський);
  - сектор поліцейської діяльності № 1 (м. Городище).
- Золотоніське районне управління поліції
  - Відділ поліцейської діяльності № 1 (смт. Драбів);
  - Відділ поліцейської діяльності № 2 (смт. Чорнобай).
- Уманське районне управління поліції
  - Відділ поліцейської діяльності № 1 (смт. Маньківка);
  - Відділ поліцейської діяльності № 2 (м. Умань);
  - Відділ поліцейської діяльності № 3 (м. Христинівка);
  - Відділ поліції № 1 (м. Жашків);
  - сектор поліцейської діяльності № 1 (м. Монастирище).
- Звенигородське районне управління поліції
  - Відділ поліцейської діяльності № 1 (м. Тальне);
  - Відділ поліцейської діяльності № 2 (м. Шпола);
  - сектор поліцейської діяльності № 1 (смт. Катеринопіль);
  - сектор поліцейської діяльності № 2 (смт. Лисянка).

Окремі підрозділи
- Кінологічний центр
- Центр забезпечення
- Рота конвойної служби
- Ізолятор тимчасового тримання
  - ізолятор тимчасового тримання № 1 м. Черкаси
  - ізолятор тимчасового тримання № 2 м. Умань
  - ізолятор тимчасового тримання № 3 м. Сміла
  - ізолятор тимчасового тримання № 4 м. Канів
- Батальйон поліції особливого призначення
- Тренінговий центр

## Керівництво
Керівники УМВС (ГУМВС) України в Черкаській області
- Шляхов Віктор Іванович (1985-1994)
- Івахненко Сергій Гнатович (1994-1998)
- Кочегаров Олег Дмитрович (1998-2003)
- Лазарєв Ігор Євгенович (07.2003-09.2003)
- Пидорич Микола Михайлович (2003-2005)
- Каплій Микола Васильович (02.2005-02.2007)
- Ольховський Віктор Іванович (02.2007-08.2007)
- Бортняк Федор Всеволодович (08.2007-12.2007)
- Каплій Микола Васильович (12.2007-2009)
- Лушпієнко Микола Миколайович (08.2009-03.2010)
- Дерновий Валерій Володимирович (03.2010-07.2013)
- Ліпандін Володимир Віталійович (08.2013-02.2014)
- Пустовар Владислав Володимирович (03.2014-11.2015)

Керівники ГУНП в Черкаській області
- Пустовар Владислав Володимирович (11.2015-03.2016)
- Лютий Валерій Васильович (11.2016-02.2020)
- Куратченко Михайло Віталійович (18.02.2020-07.12.2022). Герой України (2022, посмертно).

- т.в.о. Вінник Владислав Миколайович з грудня 2022 по січень 2023 року
- Гурін Вячеслав Васильович з 12 січня 2023 року [4] [5] по 11 січня 2024 [6].
- Гудима Олег Олександрович 3 13 лютого 2024 року т.в.о., з 9 квітня 2024 по т.ч. [7].